# Césaire Villatte
Pour les articles homonymes, voir Villatte.
Césaire Villatte (né le 13 janvier 1816 à Neustrelitz - mort le 12 juin 1895 à Neustrelitz) est un professeur et un lexicographe français.

## Biographie
Fils d'un émigré, Césaire Villatte entreprend des études de philologie à Berlin puis travaille comme professeur de français au Carolinum de Neustrelitz où il a pour élève Bernhard von Bülow. 
Avec Karl (Charles) Sachs, il écrit un dictionnaire, le Enzyklopädisches Wörterbuch der französichen und deutschen Sprache / Dictionnaire encyclopédique français-allemand et allemand-français.